# Porella concinna
Porella concinna är en mossdjursart som först beskrevs av Busk 1854.  Porella concinna ingår i släktet Porella och familjen Bryocryptellidae. Arten är reproducerande i Sverige. Utöver nominatformen finns också underarten P. c. tubulata.